# Женщины в Грузии

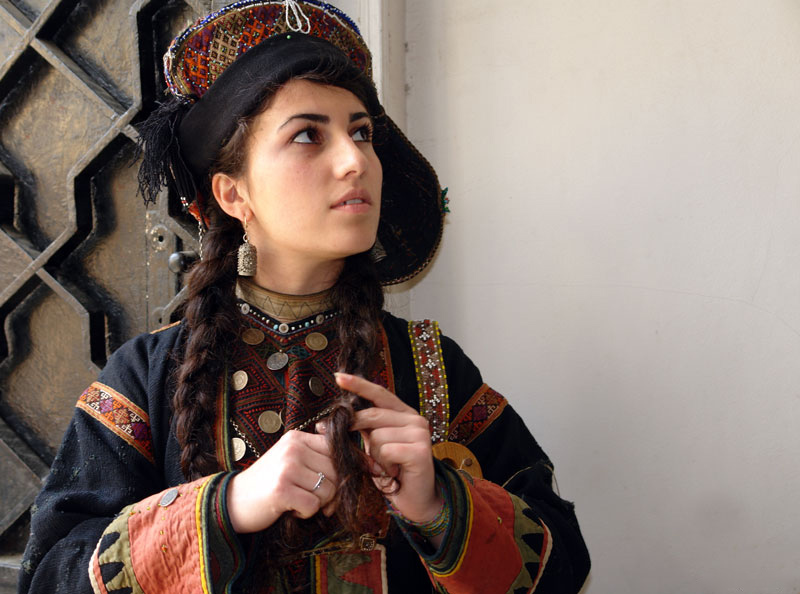
Грузинка в национальном костюме

Женщины в Грузии живут в обществе, которое менялось на протяжении веков, где после десятилетий советского режима, начиная с 1990-х годов, культура претерпела быстрые социальные изменения и новые возникающие ценности, но также пострадало от экономической нестабильности.

## Исторический контекст

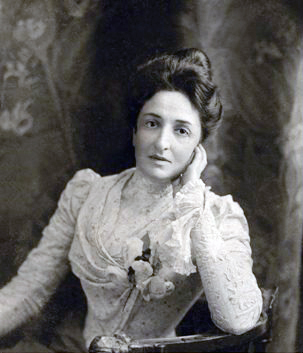
Мариам Джамбакур-Орбелиани, грузинская филантроп и феминистка XIX века.

На протяжении большей части XX века Грузия была частью СССР. В 1991 году после распада Советского Союза Грузия стала независимой страной. Как и в других странах бывшего коммунистического блока, переход от плановой экономики к рыночной был трудным, и безработица, экономическая дестабилизация и конфликты нанесли ущерб населению, особенно в 1990-х годах. Что касается населения, более 8 из 10 жителей — этнические грузины, но есть также такие меньшинства, как азербайджанцы, армяне и другие. Подавляющее большинство населения — православные, но примерно каждый десятый — мусульманин. Урбанизация страны составляет 53,6 % (оценка 2015 года). Суммарный коэффициент рождаемости 1,76 рождённых детей на женщину (оценка 2015 года) ниже коэффициента воспроизводства. Коэффициент материнской смертности составляет 36 смертей на 100 000 живорождений (оценка 2015 года).

## Конституционные положения
Конституция Грузии гласит в статье 14, что: 
Каждый свободен по рождению и равен перед законом, независимо от расы, цвета кожи, языка, религии, политического и прочего мнения, национальной, этнической и социальной принадлежности, происхождения, имущества, титула и места жительства.

## Социальная роль женщин
Поскольку культура Грузии патриархальная, женщинам предоставляется рыцарская форма уважения. Женщины могут играть роль и «кормильца, и домохозяйки». Большую часть работы по дому выполняют женщины. Не существует «явного разделения труда» по признаку пола, за исключением так называемых «сфер физического труда» (например, в области горнодобывающей промышленности). Статуя Мать Картли («Картлис Деда»), стоящая у памятника на холмах над Тбилиси, возможно, лучше всего символизирует такой национальный характер: в левой руке она держит чашу с вином, которой приветствует своих друзей, а в правой — меч, направленный против врагов. Одним из самых важных и могущественных правителей Грузии была царица Тамара. В более поздней истории грузинские женщины смогли занять различные должности в вооружённых силах, в том числе стать одними из немногих профессиональных пилотов-истребителей и вертолётчиков небольших военно-воздушных сил страны, а также служить в войсках специальных операций. Многие женщины также работают в правоохранительных органах и правительстве. Однако женщинам не разрешается становиться священниками в той же православной церкви. 
Так называемые «традиционные стереотипы социальных ролей, определяемых гендером», претерпевают изменения в связи с образованием, которое получает новое поколение женщин. Нормы одежды гласят, что в церквях женщинам обычно требуется головной убор, а также платье или юбка.

## Работа
Трудовой кодекс Грузии предусматривает определённые меры защиты женщин. Статья 2 «Трудовые отношения» п. 3 запрещает дискриминацию по признаку «расы, цвета кожи, языка, этнического или социального происхождения, национальности, происхождения, имущества, места рождения, места проживания, возраста, пола, сексуальной ориентации, инвалидности, принадлежности к религиозным, социальным, политическим или другие ассоциациям, включая профсоюзы, по семейному положению, политическим или иным убеждениям». Статья 27 гарантирует декретный отпуск, статьи 36 и 37 в целом (и прямо в разделах статьи 36(2) вместе со статьей 37(3)) защищают женщин от увольнения по материнству, во время родов и уходу за ребёнком, устанавливают дополнительного отпуска для ухода за детьми.
«Закон Грузии о гендерном равенстве» предусматривает дополнительную защиту.

## Насилие в отношении женщин
В 2006 году Грузия приняла «Закон Грузии об искоренении домашнего насилия, защите и поддержке жертв домашнего насилия». Грузия также ратифицировала Конвенцию Совета Европы о противодействии торговле людьми в 2007 году.